# Чарльз Лейзерсон
Чарльз Ерік Лейзерсон — фахівець у галузі інформатики, який спеціалізується на теорії паралельних обчислень та розподілених обчислень, зокрема, на їх практичному застосуванні. В рамках цих зусиль він розробив багатопотокову мову Cilk. Він винайшов мережу взаємозв'язку потовщених дерев, універсальну мережу з'єднання, що використовується в багатьох суперкомп'ютерах, включаючи Connection Machine CM5, архітектором якої він був. Він допоміг з початковою розробкою теоретичної бази для розробки VLSI, включаючи метод реабілітації цифрової оптимізації з Джеймсом Б. Саксом та розробив систолічні масиви з Х. Т. Кунг. Він започаткував ідею буферо-незалежних алгоритмів, це алгоритми, які не мають параметрів налаштування розміру кешу або довжини кеш-черги, однак, використовують кеш майже оптимально. Він розробив мову Cilk для багатопотокового програмування, яка використовує доказово гарний алгоритм захоплення роботи при плануванні. Лейзерсон є співавтором підручника зі стандартних алгоритмів «Вступ до алгоритмів» разом із Томасом Х. Корменом, Рональдом Л. Рівестом та Кліффордом Штайном.

## Біографія
Лейзерсон здобув ступінь бакалавра інформатики та математики в Єльському університеті в 1975 році, а також науковий ступінь доктора філософії. У 1981 році здобув ступінь з інформатики в університеті Карнегі Меллона, де його керівниками були Джон Бентлі та Х. Т. Кунг.
Потім він вступив на факультет Массачусетського технологічного інституту, де зараз працює професором. Крім того, він є керівником дослідницької групи «Теорія обчислень» в Лабораторії комп'ютерних наук та штучного інтелекту MIT, а раніше був директором з досліджень та директором системної архітектури для Akamai Technologies. Він був засновником та головним технологічним директором стартапу Cilk Arts, Inc., який розробляв технологію Cilk для багатоядерних обчислювальних застосунків. (Cilk Arts, Inc. була придбана компанією Intel у 2009 році.)
Дисертація Лейзерсона, «Зонально ефективні обчислення VLSI» (Area-Efficient VLSI Computation), отримала першу премію на конкурсі докторських дисертацій ACM. У 1985 році Національний науковий фонд присудив йому Президентську нагороду для молодих науковців. Він член Асоціації обчислювальних машин (ACM), Американської асоціації розвитку науки (AAAS), Інституту інженерів електротехніки та електроніки (IEEE) та Товариства промислової та прикладної математики (SIAM). У 2014 році за досягнення в освіті він отримав нагороду імені Тейлора Л. Бута від Комп'ютерного товариства IEEE «за всесвітній вплив на освіту в галузі інформатики завдяки написанню підручника-бестселлера з алгоритмів та розробці курсів по алгоритмах та паралельному програмуванню». У 2014 році він отримав від комп'ютерного товариства ACM-IEEE нагороду ім. Кен Кеннеді за «багаторічний внесок до розробки паралельних обчислювальних систем та їх впровадження в загальнодоступне використання за допомогою наукових досліджень та розробок». Його також називали «видатним наставником провідних інформатиків та студентів». В 2013 році отримав щорічну «премію Паріса Канеллакіса за теоретичні та практичні досягнення» за «внесок у стійкі паралельні та розподілені обчислення».

## Подальше читання
- Кормен, Томас; Лейзерсон, Чарльз; Рівест, Рональд; Стайн, Кліфорд (2019). Вступ до алгоритмів (вид. 3). К.І.С. с. 1296. ISBN 978-617-684-239-2.